# Papa Clemente XIV
Clemente XIV, O.F.M.Conv.; conhecido como O Rigoroso, nascido Giovanni Vincenzo Antonio Ganganelli; (Santarcangelo di Romagna, 31 de outubro de 1705 – Roma, 22 de setembro de 1774), foi o Papa da Igreja Católica e Soberano dos Estados Papais de 19 de maio de 1769 até a data da sua morte. Era filho de um médico. Aos 18 anos vestiu o hábito de Franciscano, sob o nome de Frei Lourenço.
Clemente estudou em Roma, na Itália.
Pregador de grande e impressionante capacidade apostólica. Nomeado cardeal por Clemente XIII em 1759, sua eleição realizou-se num prolongado conclave de três meses com 179 escrutínios. O mais longo da história, e recordista de apurações "acaloradas".
Era bem-visto pelos governos adversos aos Jesuítas. Mais certo ainda que, embora premido pelas circunstâncias, ele contemporizou quatro anos. Só em 1773 publicou o breve Dominus ac Redemptor noster, com o qual extinguiu a Companhia. Os soberanos Bourbons de França, Espanha, Nápoles e Parma não permitiam a permanência dos inacianos em seus países. Sebastião José de Carvalho e Melo, conde de Oeiras e marquês de Pombal, já os expulsara das terras lusitanas. O Geral, Padre Lorenzo Ricci, não admitia modificações essenciais na constituição jesuítica: "sunt ut sint aut non sint". Preso no castelo San Ângelo, morreu octogenário em 1775, protestando a inocência de sua Companhia. Na Prússia protestante e na Rússia cismática foram os jesuítas acolhidos com distinção.
Faleceu em 22 de setembro de 1774, de uma doença pulmonar contraída numa procissão em dia chuvoso.

## Biografia

### Início da vida
Ganganelli nasceu em Santarcangelo di Romagna em 1705 como o segundo filho de Lorenzo Ganganelli e Angela Serafina Maria Mazza. Ele recebeu o sacramento do batismo em 2 de novembro de 1705.
Ele estudou inicialmente em Verucchio, mas depois recebeu sua educação da Companhia de Jesus em Rimini, desde 1717. Ele também estudou com os piaristas de Urbino. Ganganelli ingressou na Ordem dos Frades Menores Conventuais em 15 de maio de 1723 em Forlì e levou o nome a Lorenzo Francesco. Fez o noviciado em Urbino, onde seu primo Vincenzo era frade. Ele foi declarado membro pleno dessa ordem em 18 de maio de 1724. Foi enviado aos conventos de Pesaro, Fano e Recanati de 1724 a 1728, onde fez seus estudos teológicos. Ele continuou seus estudos em Roma sob Antonio Lucci e obteve seu doutorado em teologia em 1731.

### Sacerdócio e cardinalato
Ele foi ordenado por volta dessa época depois de receber seu doutorado e lecionou filosofia e teologia por quase uma década em Ascoli, Bolonha e Milão. Mais tarde, ele retornou a Roma como regente do colégio em que estudou e mais tarde foi eleito Definidor Geral da ordem em 1741. Nos capítulos gerais de sua ordem em 1753 e 1756, ele recusou o cargo de general. ordem e alguns rumores de que isso se devia ao desejo de um cargo mais alto.
Ganganelli tornou-se amigo do Papa Bento XIV, que em 1758 o nomeou para investigar a questão do libelo de sangue tradicional em relação aos judeus, que Ganganelli considerou falso.

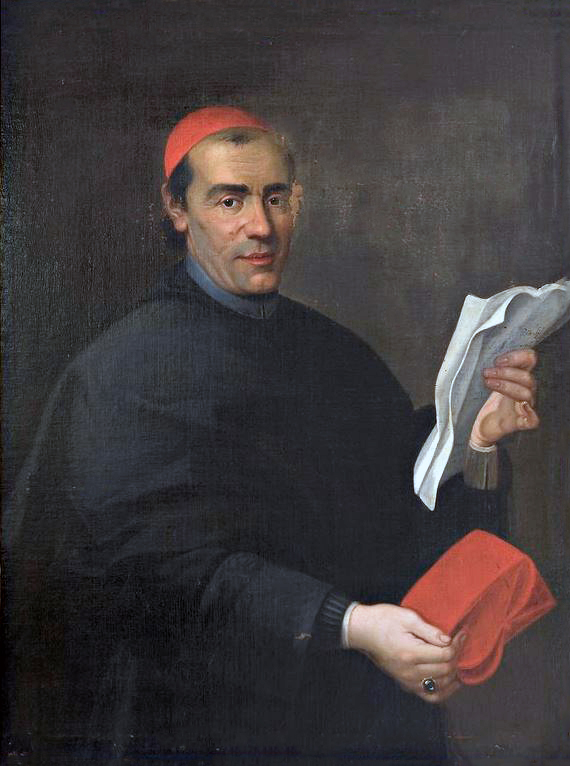
Cardeal Ganganelli.

O Papa Clemente XIII elevou Ganganelli ao cardeal em 24 de setembro de 1759 e o nomeou cardeal-sacerdote de São Lourenço em Panisperna. Sua elevação foi por insistência de Lorenzo Ricci, Superior-geral da Companhia de Jesus.
Ganganelli optou por se tornar o cardeal-sacerdote de Santos Doze Apóstolos em 1762. Em 1768, foi nomeado "ponens" da causa da beatificação de Juan de Palafox e Mendoza.

## Eleição para o papado

### Pressões
O conclave papal em 1769 foi quase completamente dominado pelo problema da Companhia de Jesus. Durante o pontificado anterior, os jesuítas foram expulsos de Portugal e de todos os tribunais da Casa de Bourbon, que incluíam França, Espanha, Nápoles e Parma. Em janeiro de 1769, esses poderes fizeram uma demanda formal pela dissolução da Sociedade. Clemente XIII havia planejado um consistório para discutir o assunto, mas morreu em 2 de fevereiro, na noite anterior à realização do mesmo.
Agora o general supressão da ordem foi instado pela facção chamados de "cardeais tribunal", que se opunham pela diminuição da facção pró-jesuíta, o Zelanti ("zeloso"), que foram em geral oposta à invadindo o secularismo do Iluminismo. Grande parte da atividade inicial foi proforma, pois os membros esperavam a chegada dos cardeais que haviam indicado que iriam comparecer. O conclave estava sentado desde 15 de fevereiro de 1769, fortemente influenciado pelas manobras políticas dos embaixadores dos soberanos católicos que se opunham aos jesuítas.
Parte da pressão foi sutil. Em 15 de março, o imperador José II (1765-1790) visitou Roma para se juntar a seu irmão Leopoldo, grão-duque da Toscana, que havia chegado em 6 de março. No dia seguinte, depois de visitar a Basílica de São Pedro, eles aproveitaram o conclave portas sendo abertas para permitir a entrada do cardeal Girolamo Spinola. Eles foram mostrados, a pedido do imperador, as cédulas, o cálice em que seriam colocados e onde seriam queimados mais tarde. Naquela noite, Gaetano Duca Cesarini promoveu uma festa. Era o meio da semana da paixão.
O rei Luís XV de França (1715-1774), e o ministro, o duque de Choiseul, tinha experiência anterior em Roma como embaixador francês e era o diplomata mais habilidoso da Europa. "Quando alguém tem um favor a pedir a um papa", escreveu ele, "e alguém está determinado a obtê-lo, deve pedir dois". A sugestão de Choiseul foi apresentada aos outros embaixadores, e eles deveriam pressionar, além da questão jesuíta, reivindicações territoriais sobre o Patrimônio de São Pedro, incluindo a volta de Avignon e o Comtat Venaissin à França, os ducados. de Benevento e Pontecorvo para a Espanha, uma extensão de território que une os Estados papais a Nápoles e uma solução imediata e final da vexatória questão de Parma e Piacenza que ocasionara uma briga diplomática entre a Áustria e o papa Clemente XIII.

### Eleição
Em 18 de maio, a coalizão da corte parecia estar se desfazendo quando os respectivos representantes começaram a negociar separadamente com diferentes cardeais. O embaixador francês havia sugerido anteriormente que qualquer candidato aceitável fosse obrigado a escrever que aboliria os jesuítas. A ideia foi largamente descartada como uma violação da lei canônica. A Espanha ainda insistia que um compromisso firme deveria ser dado, embora não necessariamente por escrito. No entanto, essas concessões podem ser imediatamente anuladas pelo papa após a eleição. Em 19 de maio de 1769, o cardeal Ganganelli foi eleito candidato a compromisso, em grande parte devido ao apoio dos tribunais de Bourbon, que esperavam suprimir a Companhia de Jesus.. Ganganelli, educado por jesuítas, não se comprometeu, mas indicou que achava que a dissolução era possível. Ele recebeu o nome pontifício de "Clemente XIV". Ganganelli recebeu pela primeira vez consagração episcopal no Vaticano em 28 de maio de 1769 pelo cardeal Federico Marcello Lante e foi coroado papa em 4 de junho de 1769 pelo cardeal protodeacon Alessandro Albani. Ele foi substituído como cardeal-sacerdote por Buenaventura Fernández de Córdoba Spínola.

## Pontificado
As políticas de Clemente XIV foram calculadas desde o início para suavizar as violações das coroas católicas que haviam se desenvolvido durante o pontificado anterior. A disputa entre as autoridades católicas temporais e espirituais foi percebida como uma ameaça pela autoridade da Igreja, e Clemente XIV trabalhou para a reconciliação entre os soberanos europeus. Ao apresentar as reivindicações papais a Parma, Clemente XIV obteve a restituição de Avignon e Benevento e, em geral, conseguiu colocar as relações das autoridades espirituais e temporais em uma base mais amigável. O pontífice passou a suprimir os jesuítas, escrevendo o decreto nesse sentido em novembro de 1772 e assinando-o em 21 de julho de 1773.

### Relações com os judeus
Sua adesão foi bem-vinda pela comunidade judaica que confiava que o homem que, como conselheiro do Santo Ofício, os declarou, em um memorando emitido em 21 de março de 1758, inocente da acusação caluniosa de sangue, não seria menos justo e humano para eles no trono do catolicismo. Designado pelo Papa Bento XIV para investigar uma acusação contra os judeus de Yanopol, na Polônia, Ganganelli não apenas refutou a alegação, mas mostrou que a maioria das alegações semelhantes desde o século XIII eram infundadas. Adiou um pouco o já santo Simão de Trento, em 1475, e Andreas de Rinn, mas observou o período de tempo antes de suas canonizações como indicativo de que a veracidade das acusações levantava dúvidas significativas.
Dois meses após a sua adesão, Clemente XIV retirou os judeus romanos da jurisdição da Inquisição e os colocou sob o do "Vicariato di Roma" (5 de agosto de 1769).

### Supressão dos jesuítas
Os jesuítas foram expulsos do Brasil (1754), Portugal (1759), França (1764), Espanha e suas colônias (1767) e Parma (1768). Com a adesão de um novo papa, os monarcas Bourbon pressionaram pela supressão total da Sociedade. Clemente XIV tentou aplacar seus inimigos por aparente tratamento hostil dos jesuítas: ele se recusou a encontrar o Superior Geral, Lorenzo Ricci, retirou-o da administração das Faculdades Irlandesa e Romana e ordenou que não recebessem noviços, etc.
A pressão continuava aumentando, a ponto de os países católicos ameaçarem se afastar da Igreja. Clemente XIV acabou cedendo "em nome da paz da Igreja e para evitar uma secessão na Europa" e suprimiu a Sociedade de Jesus pelo breve Dominus ac Redentor de 21 de julho de 1773. Entretanto, em nações não católicas, particularmente na Prússia e na Rússia, onde a autoridade papal não foi reconhecida, a ordem foi ignorada. Foi o resultado de uma série de movimentos políticos e não de uma controvérsia teológica.

### Clemente XIV e Mozart

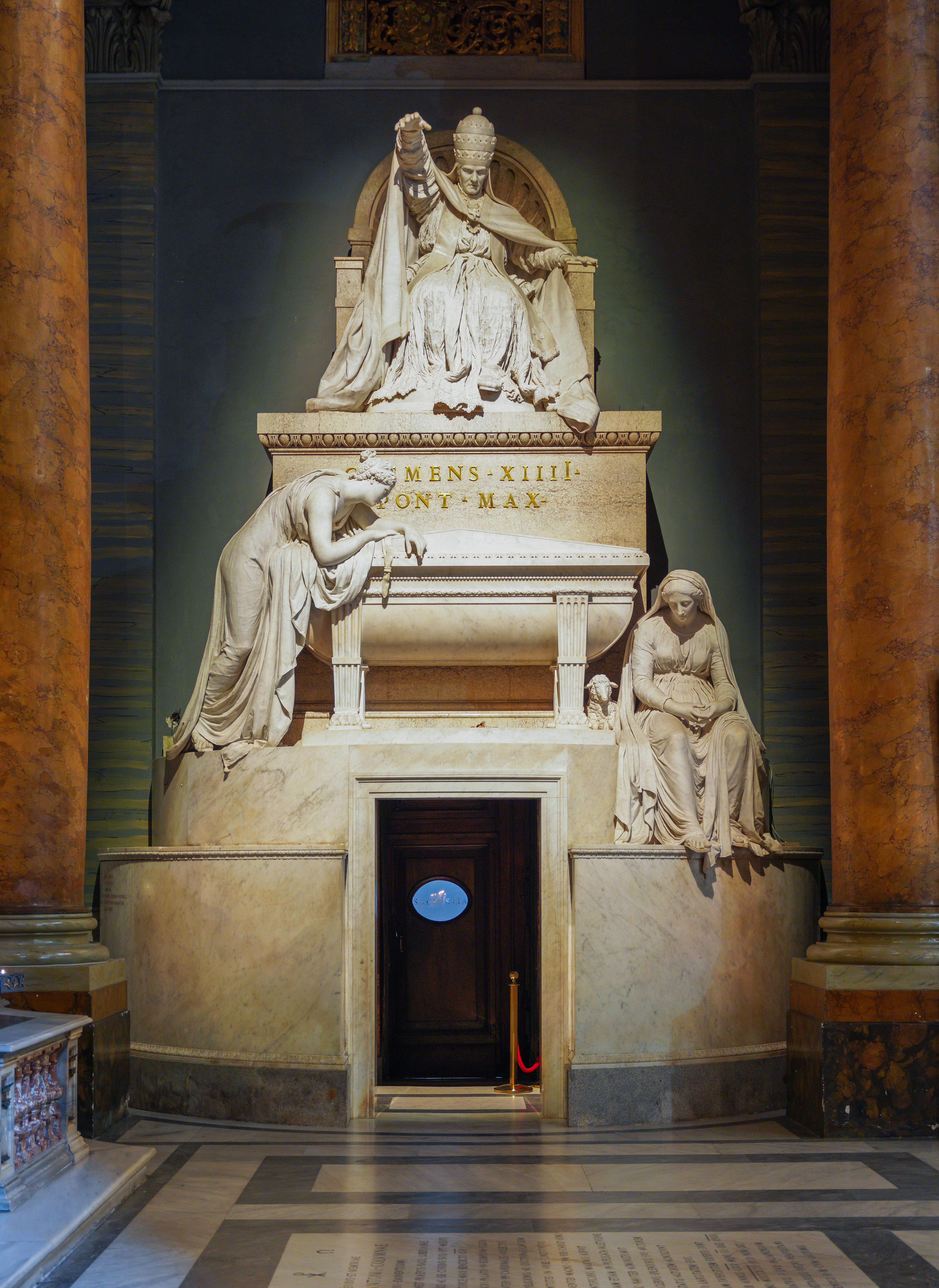
Túmulo do Papa Clemente XIV em Santi Apostoli em Roma.

O Papa Clemente XIV e os costumes da Igreja Católica em Roma são descritos nas cartas de Wolfgang Amadeus Mozart e de seu pai Leopold Mozart, escritas de Roma em abril e maio de 1770 durante sua turnê pela Itália. Leopold considerou o clero superior ofensivamente arrogante, mas foi recebido com o filho pelo papa, onde Wolfgang demonstrou uma incrível façanha de memória musical. A capela papal era famosa por apresentar um Miserere mei, Deus pelo compositor do século XVII Gregorio Allegri, cuja música não deveria ser copiada para fora da capela sob pena de excomunhão. Wolfgang, de 14 anos, conseguiu transcrever a composição na íntegra após uma única audiência. Clemente fez do jovem Mozart um cavaleiro da Ordem do Esporão Dourado.

## Atividades
Clemente XIV elevou dezesseis novos cardeais ao cardinalato em doze consistórios, incluindo Giovanni Angelo Braschi, que se tornaria seu sucessor imediato.
O papa não realizou canonizações em seu pontificado, mas ele beatificou vários indivíduos.
- 4 de junho de 1769: Francis Caracciolo[17]
- 16 de setembro de 1769: Giuliana Puricelli de Busto Arsizio, Bernardo de Baden[18] e Catarina de Pallanza[19]
- 1771: Tommaso Bellacci
- 14 de dezembro de 1771: Mártires de Otranto
- 8 de junho de 1772: Paul Burali d'Arezzo
- 29 de agosto de 1772: John dal Bastone
- 1773: Papa Bento XI (beatificação formal após o Papa Clemente XII confirmar o culto)
- 1774: Beatriz de Este, o Jovem

## Morte e enterro
Os últimos meses de sua vida foram amargurados por seus fracassos e ele parecia sempre estar triste por causa disso. Seu trabalho mal foi realizado antes de Clemente XIV, cuja constituição habitual era bastante vigorosa, caiu em uma doença enfraquecida, geralmente atribuída ao veneno. Nenhuma evidência conclusiva de envenenamento foi produzida. As alegações de que o Papa foi envenenado foram negadas pelos mais próximos, e, como o Registro Anual de 1774 declarou, ele tinha mais de 70 anos e estava com problemas de saúde há algum tempo.
Em 10 de setembro de 1774, ele estava acamado e recebeu a extrema-unção em 21 de setembro de 1774. Diz-se que Santo Afonso de Ligório ajudou Clemente XIV em suas últimas horas com o presente de Bilocação.
Clemente XIV morreu em 22 de setembro de 1774, execrado pelo partido Ultramontane, mas amplamente lamentado por seus súditos por sua administração popular dos Estados Papais. Quando seu corpo foi aberto para a autópsia, os médicos atribuíram sua morte a disposições córbidas e hemorróidas de longa data, agravadas pelo trabalho excessivo e pelo hábito de provocar transpiração artificial, mesmo com o maior calor. Sua tumba de estilo neoclássico foi projetada e esculpida por Antonio Canova, e pode ser encontrada na igreja de Santi Apostoli em Roma. Até hoje, ele é mais lembrado por sua repressão aos jesuítas.
A Revisão Mensal falou muito bem de Ganganelli. Em uma revisão de um "Esboço da vida e do governo do Papa Clemente XIV", a English Review de 1786 disse que foi claramente escrita por um ex-jesuíta e observou a caracterização maligna de um homem que descreveu como "… um homem liberal, afável e engenhoso; … um político se ampliou em seus pontos de vista, e igualmente ousado e hábil nos meios pelos quais ele executou seus projetos".
A Enciclopédia Britânica de 1876 diz que:
[O] Papa merece mais o título de homem virtuoso, ou deu um exemplo mais perfeito de integridade, altruísmo e aversão ao nepotismo. Não obstante sua educação monástica, ele provou ser um estadista, um estudioso, um amador da ciência física e um homem consumado do mundo. Como o Papa Leão X (1513-1521) indica a maneira pela qual o Papado poderia ter sido reconciliado com o Renascimento, se a Reforma nunca tivesse ocorrido, Ganganelli exemplifica o tipo de Papa que o mundo moderno poderia ter aprendido a aceitar se o movimento em direção a o pensamento livre poderia, como Voltaire desejava, limitar-se à aristocracia do intelecto. Nos dois casos, a condição necessária era inatingível; nem no século XVI nem no século XVIII foi praticável estabelecer limites ao espírito de investigação, a não ser por fogo e espada, e os sucessores de Ganganelli foram levados a assumir uma posição análoga à dos papas Paulo IV (1555-1559) e Pio V (1566-1572) na era da Reforma. O distanciamento entre a autoridade secular e a espiritual que Ganganelli se esforçou para evitar agora é irreparável, e seu pontificado permanece um episódio excepcional na história geral do papado, e uma prova de quão pouco a sequência lógica de eventos pode ser modificada pelas virtudes e habilidades de um indivíduo.
Jacques Cretineau-Joly, no entanto, escreveu uma história crítica da administração do papa.

## Brasão
- Descrição: Escudo eclesiástico cortado: o 1º de blau,com um braço humano vestido de sépia, movente do flanco dextro, e outro de carnação, movente do flanco senestro, passados em aspa e com ambas as mãos chagadas de goles, encimados de uma cruz latina de jalde – Armas da Ordem Franciscana sobrepostas a três estrelas de oito pontas; o 2º de blau com um monte de três cômoros, à italiana, sainte da ponta do escudo, de jalde. Sobre o cortado: uma faixa cosida de goles com três estrelas de oito pontas de jalde. O escudo está assente em tarja branca. O conjunto pousado sobre duas chaves decussadas, a primeira de jalde e a segunda de argente, atadas por um cordão de goles, com seus pingentes. Timbre: a tiara papal de argente com três coroas de jalde. Quando são postos suportes, estes são dois anjos de carnação, sustentando cada um, na mão livre, uma cruz trevolada tripla, de jalde.
- Interpretação: O escudo obedece às regras heráldicas para os eclesiásticos. No 1º, estão representadas ara armas da Ordem Franciscana, sendo que a cor blau (azul) simboliza o firmamento e o manto de Maria Santíssima e, heraldicamente, significa: justiça, serenidade, fortaleza, boa fama e nobreza; os braços representam os membros de Nosso Senhor Jesus Cristo e de São Francisco de Assis, na recepção das chagas; a cruz é o sinal da fé cristã e da salvação, e seu metal, jalde, (ouro) simboliza: nobreza, autoridade, premência, generosidade, ardor e descortínio; as três estrelas representam a Santíssima Trindade e os três votos dos religiosos: pobreza, obediência e castidade, sendo de jalde (ouro) traduzem: nobreza, autoridade, premência, generosidade, ardor e descortínio. No 2º, o campo de blau (azul) tem o significado acima já descrito e o monte, por seu metal jalde (ouro) nobreza, autoridade, premência, generosidade, ardor e descortínio, e o monte de jalde (ouro) têm o significado deste metal acima descrito. A faixa de goles (vermelho) simboliza: o fogo da caridade inflamada no coração do Soberano Pontífice pelo Divino Espírito Santo, que o inspira diretamente do governo supremo da Igreja, bem como valor e o socorro aos necessitados, que o Vigário de Cristo deve dispensar a todos os homens. Os elementos externos do brasão expressam a jurisdição suprema do papa. As duas chaves decussadas, uma de jalde (ouro) e a outra de argente (prata) são símbolos do poder espiritual e do poder temporal. E são uma referência do poder máximo do Sucessor de Pedro, relatado no Evangelho de São Mateus, que narra que Nosso Senhor Jesus Cristo disse a Pedro: "Dar-te-ei as chaves do reino dos céus, e tudo o que ligares na terra será ligado no céu, e tudo o que desligares na terra, será desligado no céu" (Mt 16, 19). Por conseguinte, as chaves são o símbolo típico do poder dado por Cristo a São Pedro e aos seus sucessores. A tiara papal usada como timbre, recorda, por sua simbologia, os três poderes papais: de Ordem, Jurisdição e Magistério, e sua unidade na mesma pessoa.